# Public Suffix List
Public Suffix é um catálogo de nomes de domínio utilizados como sufixos na Internet.
A Fundação Mozilla mantém a lista de sufixos para as políticas da segurança e privacidade em navegadores da internet, e principalmente no Mozilla Firefox.
A lista de sufixos da iniciativa PublicSuffix.org, é utilizada por navegadores como: Internet Explorer, Chrome e Chromium, Opera e outros, além de ser adotada pela IETF - Internet Engineering Task Force e o ICANN.
De acordo com a Fundação Mozilla, um sufixo é aquele sob a qual os utilizadores da Internet podem registrar diretamente nomes de domínios na rota de registros do ICANN ou em uma rota privada.
Alguns exemplos de sufixos públicos são ".com", ".org", ".co.uk" ".presse.ml" e "pvt.k12.wy.us", e etc...

## Alguns propósitos da lista
- Evitar "supercookies", cookies[10] HTTP definidos para sufixos de nomes de domínio de alto nível.   Em outras palavras, uma página em foo.example.co.uk pode normalmente ter acesso aos cookies em bar.example.co.uk, mas example.co.uk deve ser protegido dos cookies o: example2.co.uk, uma vez que o últimos dois domínios podem ser registrados por diferentes proprietários.
- Destacando a parte mais importante de um nome de domínio na interface de usuário.
- Melhorar a classificação de itens do histórico do navegador pelo site.

## O uso pelos navegadores

### Mozilla Firefox
- Restringindo configuração de cookies;
- Restringindo a configuração da propriedade document.domain;
- Classificando no gerenciador de download;
- Classificando no gerenciador de cookies;
- Pesquisando na história;
- Realce de domínio na barra de URL .

Exemplo: se você digitar http://pt.wikipedia.org no Mozilla Firefox, poderá notar que "pt" fica em cor clara, enquanto "wikipedia.org" irá aparecer em cor destacada.

### Chromium / Google Chrome (pré-processamento, analisador )
- Restringindo configuração de cookies;
- Determinar se o texto digitado é uma pesquisa ou um URL do site .

### Internet Explorer
- Restringindo configuração de cookies;
- Realce de domínio na barra de URL;
- Determinação de zona;
- ActiveX (restrição de segurança) lista opt-in.

### Opera
- Restringindo configuração de cookies;
- Restringindo a configuração da propriedade document.domains.